# B-Tight

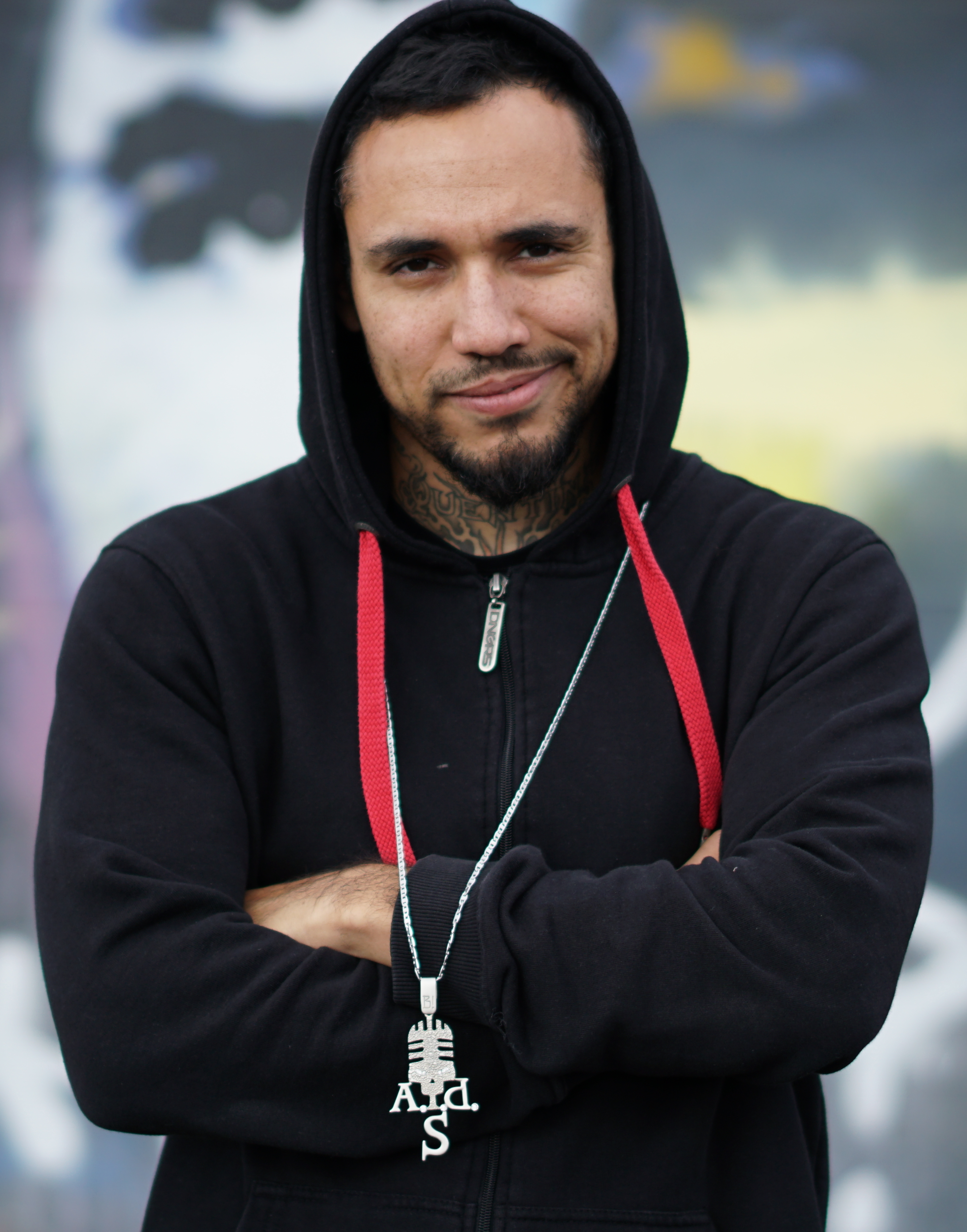
B-Tight (2016)

B-Tight (* 28. Dezember 1979 in Palm Springs, Kalifornien, USA; bürgerlich Robert Edward Davis Jr.), auch B!Tight, ist ein deutscher Rapper, der bei dem Hip-Hop-Label Aggro Berlin unter Vertrag stand und nun eine eigene Plattenfirma Jetzt Paul besitzt.

## Leben
Er kam als Sohn einer deutschen Mutter und eines afroamerikanischen Vaters in den USA zur Welt und wuchs in Berlin auf.
B-Tight strebte ursprünglich eine Sportkarriere im Basketball an, verletzte sich jedoch am Fuß.
Seine erste Veröffentlichung war das nur auf Kassette veröffentlichte Album Wissen – Flow – Talent, das er zusammen mit seinem damaligen Mitbewohner Sido unter dem Projektnamen Royal TS bei dem renommierten Untergrund-Hip-Hop-Label Royal Bunker veröffentlichte.
Es folgten mehrere Kassettenalben der Gruppe Die Sekte (zunächst in der Besetzung B-Tight; Sido; Vokalmatador und Rhymin Simon), Royal TS und ein Solo-Kassettenalbum namens B-Tight sein Album, welche von dem Label Sektenmuzik (später Aggro Berlin) verlegt und vertrieben wurden.
2001 wechselte er gemeinsam mit Sido zum neu gegründeten Label Aggro Berlin, wo er 2002 die EP Der Neger (in mir) veröffentlichte. Diese enthält harte und aggressive Texte, wie sie typisch für Aggro Berlin waren. Am 8. August 2005 erschien das Mixtape Heisse Ware, ein gemeinsames Projekt mit seinem sogenannten „Sektenpartner“ Tony D. Neben seinen Soloaktivitäten führt er mit Sido das Label Sektenmuzik und ist Mitglied der Rap-Crew Die Sekte und bildet dort mit Sido das Duo Alles ist die Sekte.
2005 steuerte er den Song Da hinten, Da hinten bei für das Album Numma Eyns von DJ Tomekk, welches sich in die deutschen Albumcharts platzierte.
In seinen Texten wird des Öfteren der Cannabis-Konsum thematisiert. B-Tight befürwortet diesen unter bestimmten Bedingungen. Seine Meinung vertritt er auch öffentlich in Podiumsdiskussionen (u. a. als Fürsprecher am 15. Juni 2016 in der Podiumsdiskussion „Kiffen“ mit Marlene Mortler). Auf seinen folgenden Alben ist Cannabis auch immer wieder ein Thema (z. B. Wer hat das Gras weggeraucht?, 2017).
Auffallend ist, dass viele seiner damaligen Songs den Ausdruck Neger enthalten (Der Neger, Neger bums mich!, Psycho Neger B). B-Tight selber erklärte diesen Ausdruck damit, dass sein damaliger Stiefvater auch schwarz war und das Wort „Neger“ normal zu Hause gebraucht wurde und auch bei seinen Kumpels gängig war. So verbindet er damit zunächst nichts Negatives, solange es nicht bewusst als Schimpfwort eingesetzt wird.
B-Tight veröffentlichte Ende 2006 die EP X-Tasy, als Ersatz für die Verschiebung seines angekündigten Albums Neger Neger. Am 20. November 2006 wurde B-Tight außerdem Vater einer Tochter. Das Album Neger Neger, sein erstes großflächig vertriebenes Album, erschien dann am 27. April 2007.
Im April 2007 begleiteten B-Tight und Die-Sekte-Mitglied und Back-up-Rapper von B-Tight, Viruz, Sido bei allen Konzerten der Halt’s-Maul-Zahl-Eintritt-Tour als Support. Am 11. April waren B-Tight, Sido und Seryoga bei TRL zu Gast. Dort stellte B-Tight das Video zu seiner ersten Solosingle Ich bins (Bobby Dick) vor. Das Video erreichte in den TRL Most Wanted Platz drei. In der zweiten Woche nahm MTV eine Umstrukturierung der Sendung vor. Ich bins erreichte in der ersten Ausgabe der Sendung Urban TRL Platz zwei.
Am 1. August 2007 hatte der Clip zur zweiten Singleauskoppelung Der Coolste auf Aggro.tv Premiere. Die Single erschien zusammen mit der Ghetto Edition des Albums Neger Neger am 17. August. Außerdem erschien am 5. Oktober 2007 das Mixtape Ghettoromantik, auf dem neben den Mitgliedern von Sektenmuzik auch Rapper wie Afrohesse, King Orgasmus One, Kaisa und Automatikk vertreten sind.
Im Oktober 2007 verkündete B-Tight, dass er ein weiteres Mal Vater werde. Das Kind wurde im April geboren. Des Weiteren heiratete der Rapper am 8. August 2008 seine Freundin, mit der er inzwischen drei Kinder hat.
Am 29. Dezember 2011 kam der Film Blutzbrüdaz in die Kinos, in dem B-Tight neben Sido eine der Hauptrollen spielt. Der Film startete mit rund 130.000 Zuschauern in 257 Kinos innerhalb einer Woche und landete damit auf Platz 6 der deutschen Kinocharts.
Am 28. September 2012 vertrat B-Tight das Bundesland Berlin beim Bundesvision Song Contest mit dem Titel Drinne und belegte den siebten Platz. Am selben Tag erschien das gleichnamige Album, das von Christoph von Freydorf, Frontmann der Emil Bulls produziert wurde. Das Album enthält eine Mischung aus Alternative Rock, Alternative Metal und Punk sowie Sprechgesang von B-Tight. Es wurde von den B-Tight-Playaz eingespielt. Diese Band besteht aus Jamie „Citnoh“ Richardson und Klaus Kössinger von den Emil Bulls, Fabian Mallmann (Blue Man Group) sowie DJ Perez von Beathoavenz. Es enthält Features von Sido und Harris als Deine Lieblings Rapper, Shrödaz, Metrickz und Shizoe.
Am 9. Januar 2015 erschien sein fünftes Soloalbum Retro, das Platz 8 der deutschen Charts erreichte. Ein Jahr später folgte das Album Born 2 B-Tight, das auf Rang 6 landete.
Sein siebtes Album Wer hat das Gras weggeraucht? erschien Anfang Februar 2017 und belegte Platz 3 in Deutschland und Platz 5 in Österreich. Am 23. Februar 2018 wurde B-Tights achtes Soloalbum A.i.d.S. Royal veröffentlicht, mit dem er erstmals die Spitze der deutschen Charts erreichte.

## Kritik
Der Verein Brothers Keepers machte B-Tight zum Mittelpunkt einer Kampagne gegen Sexismus und Rassismus im Hip-Hop. Dem Rapper werden inflationärer Gebrauch des Wortes „Neger“ und Bedienung alter Klischeebilder vom „hyperpotenten“ Schwarzen vorgeworfen. Allerdings wurden diese Meinungsverschiedenheiten zumindest von Brothers Keepers Mitglied Tyron Ricketts & B-Tight beigelegt. So spielt Tyron Ricketts z. B. auch 2015 in B-Tights Video „Drinne“ mit.

## Diskografie

### Studioalben
| Jahr | Titel                         | Höchstplatzierung, Gesamtwochen, AuszeichnungChartplatzierungen (Jahr, Titel, Platzierungen, Wochen, Auszeichnungen, Anmerkungen, Cover) | Höchstplatzierung, Gesamtwochen, AuszeichnungChartplatzierungen (Jahr, Titel, Platzierungen, Wochen, Auszeichnungen, Anmerkungen, Cover) | Höchstplatzierung, Gesamtwochen, AuszeichnungChartplatzierungen (Jahr, Titel, Platzierungen, Wochen, Auszeichnungen, Anmerkungen, Cover) | Anmerkungen                                                                            | Cover                 |
| Jahr | Titel                         | DE | AT | CH | Anmerkungen                                                                            | Cover                 |
| ---- | ----------------------------- | --- | --- | --- | -------------------------------------------------------------------------------------- | --------------------- |
| 1999 | B-Tight sein Album            | — | — | — | Erstveröffentlichung: 1999 Tape                                                        |                       |
| 2007 | Neger Neger                   | DE6 (7 Wo.)DE | AT16 (5 Wo.)AT | CH35 (5 Wo.)CH | Erstveröffentlichung: 27. April 2007 indiziert; Neuveröffentlichung 2008 als X-Version | Cover von Neger Neger |
| 2008 | Goldständer                   | DE36 (1 Wo.)DE | — | CH96 (1 Wo.)CH | Erstveröffentlichung: 31. Oktober 2008                                                 | Cover von Goldständer |
| 2012 | Drinne                        | DE60 (1 Wo.)DE | — | — | Erstveröffentlichung: 28. September 2012                                               |                       |
| 2015 | Retro                         | DE8 (2 Wo.)DE | AT17 (1 Wo.)AT | CH35 (1 Wo.)CH | Erstveröffentlichung: 9. Januar 2015                                                   |                       |
| 2016 | Born 2 B-Tight                | DE6 (2 Wo.)DE | AT46 (1 Wo.)AT | CH61 (1 Wo.)CH | Erstveröffentlichung: 8. Januar 2016                                                   |                       |
| 2017 | Wer hat das Gras weggeraucht? | DE3 (2 Wo.)DE | AT5 (1 Wo.)AT | CH28 (1 Wo.)CH | Erstveröffentlichung: 3. Februar 2017                                                  |                       |
| 2018 | A.i.d.S. Royal                | DE1 (2 Wo.)DE | AT6 (1 Wo.)AT | CH16 (2 Wo.)CH | Erstveröffentlichung: 23. Februar 2018                                                 |                       |
| 2019 | Aggroswing                    | DE8 (1 Wo.)DE | AT22 (1 Wo.)AT | CH71 (1 Wo.)CH | Erstveröffentlichung: 22. Februar 2019                                                 |                       |
| 2020 | Bobby Dick                    | DE8 (1 Wo.)DE | AT54 (1 Wo.)AT | — | Erstveröffentlichung: 20. März 2020                                                    |                       |

### Mixtapes/EPs
| Jahr | Titel              | Höchstplatzierung, Gesamtwochen, AuszeichnungChartplatzierungen (Jahr, Titel, Platzierungen, Wochen, Auszeichnungen, Anmerkungen, Cover) | Höchstplatzierung, Gesamtwochen, AuszeichnungChartplatzierungen (Jahr, Titel, Platzierungen, Wochen, Auszeichnungen, Anmerkungen, Cover) | Höchstplatzierung, Gesamtwochen, AuszeichnungChartplatzierungen (Jahr, Titel, Platzierungen, Wochen, Auszeichnungen, Anmerkungen, Cover) | Anmerkungen                                                                       | Cover                        |
| Jahr | Titel              | DE | AT | CH | Anmerkungen                                                                       | Cover                        |
| ---- | ------------------ | --- | --- | --- | --------------------------------------------------------------------------------- | ---------------------------- |
| 2002 | Der Neger (in mir) | — | — | — | Erstveröffentlichung: 28. Oktober 2002 EP                                         | Cover von Der Neger (in mir) |
| 2005 | Heisse Ware        | DE27 (6 Wo.)DE | — | — | Erstveröffentlichung: 8. August 2005 Mixtape mit Tony D, indiziert seit Juli 2012 | Cover von Heisse Ware        |
| 2006 | X-Tasy             | DE55 (2 Wo.)DE | — | — | Erstveröffentlichung: 6. Oktober 2006 EP, indiziert seit Januar 2012              | Cover von X-Tasy             |
| 2007 | Ghetto Romantik    | DE54 (1 Wo.)DE | — | — | Erstveröffentlichung: 5. Oktober 2007 Mixtape; indiziert seit Januar 2010         | Cover von Ghetto Romantik    |

### Singles
| Jahr | Titel Album                                           | Höchstplatzierung, Gesamtwochen, AuszeichnungChartplatzierungen (Jahr, Titel, Album, Platzierungen, Wochen, Auszeichnungen, Anmerkungen, Cover) | Höchstplatzierung, Gesamtwochen, AuszeichnungChartplatzierungen (Jahr, Titel, Album, Platzierungen, Wochen, Auszeichnungen, Anmerkungen, Cover) | Höchstplatzierung, Gesamtwochen, AuszeichnungChartplatzierungen (Jahr, Titel, Album, Platzierungen, Wochen, Auszeichnungen, Anmerkungen, Cover) | Anmerkungen                                          | Cover                   |
| Jahr | Titel Album                                           | DE | AT | CH | Anmerkungen                                          | Cover                   |
| ---- | ----------------------------------------------------- | --- | --- | --- | ---------------------------------------------------- | ----------------------- |
| 2007 | Ich bins Neger Neger                                  | DE45 (9 Wo.)DE | — | — | Erstveröffentlichung: 27. April 2007                 | Cover von Ich bins      |
| 2007 | Der Coolste Neger Neger                               | DE92 (2 Wo.)DE | — | — | Erstveröffentlichung: 17. August 2007                | Cover von Der Coolste   |
| 2008 | Sie will mich Goldständer                             | — | — | — | Erstveröffentlichung: 31. Oktober 2008               | Cover von Sie will mich |
| 2012 | Hol doch die Polizei Blutzbrüdaz – Die Mukke zum Film | DE58 (4 Wo.)DE | AT46 (4 Wo.)AT | — | Erstveröffentlichung: 20. Januar 2012 Sido & B-Tight |                         |

Weitere Lieder
- 2002: Märkisches Viertel (Juice-Exclusive! auf Juice-CD #22)
- 2005: Du Opfa (featuring Fler) (gegen Eko Fresh)
- 2006: Mehr Geld, mehr Probleme (featuring Fler und Sido) (Juice-Exclusive! auf Juice-CD #71)
- 2007: In den Mund (gegen D-Irie)
- 2007: Keiner kann was machen (featuring Fler, Sido & Tony D) (gegen Bushido)
- 2007: So sein wie B (Freetrack)
- 2007: Neger Neger (Juice-Exclusive! auf Juice-CD #74)
- 2008: Noch einmal (Juice-Exclusive! auf Juice-CD #90)
- 2009: Teufelskreis (featuring Metrickz) (Freetrack)
- 2010: I love Fame (featuring Metrickz) (Freetrack)
- 2010: Lass es raus (Freetrack)
- 2010: Mary Jane (featuring Harris) (Freetrack)
- 2010: Aufm Trip (featuring Sudden, Pimpulsiv, DNP, Johnzen & Meister Elch) (Freetrack)
- 2010: Silvesternacht (Freetrack)
- 2011: Gruppentanz (Freetrack)
- 2022: Unser Weg (mit Bluthund, Gastbeitrag)
- 2022: Ruf doch die Polizei (mit Blokkmonsta, Uzi und Perverz)